# Імпринтер

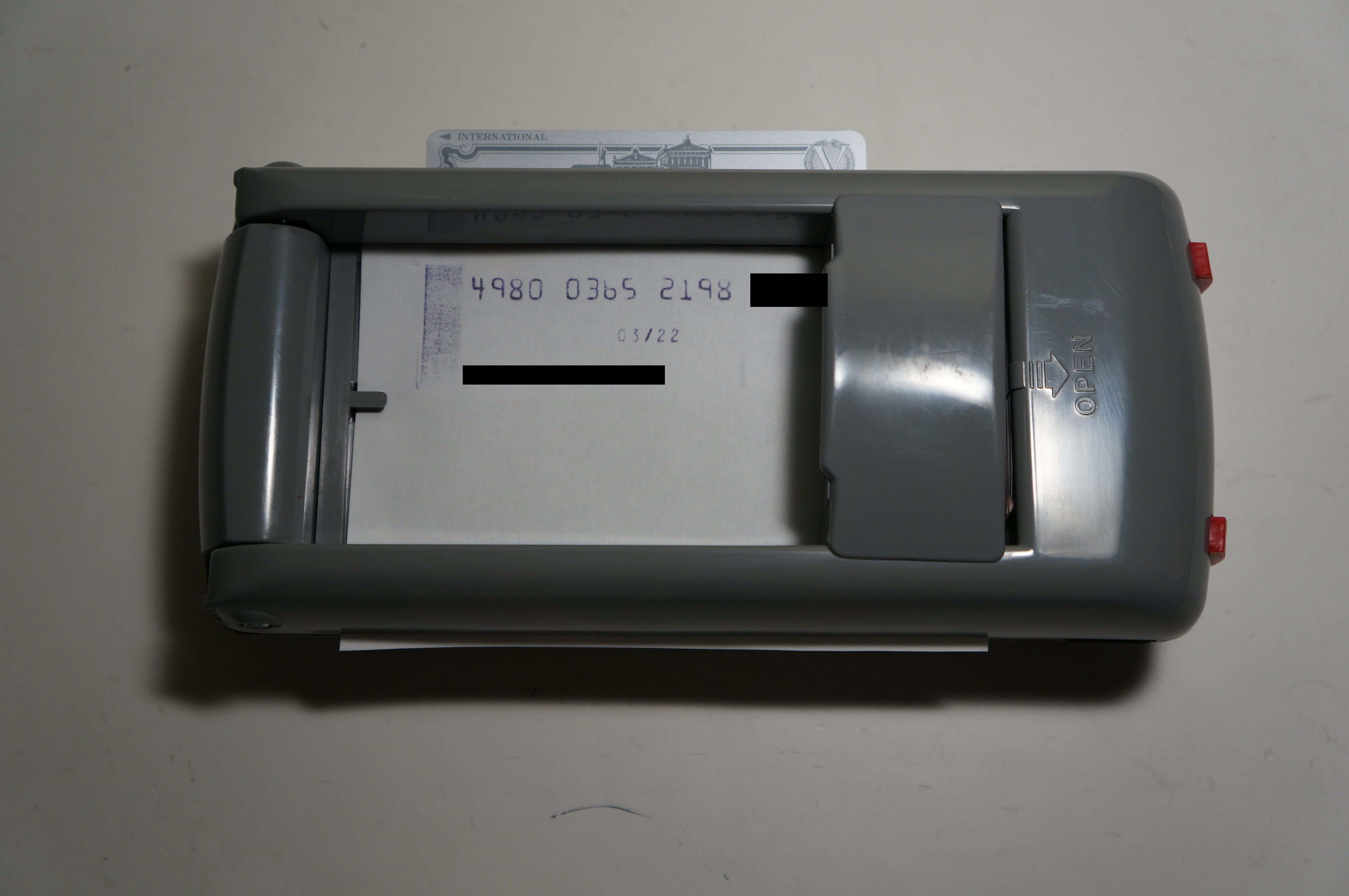
Імпринтер що зробив відбиток картки на сліпі

Імпринтер (англ. imprinter) — механічний пристрій, призначений для оформлення сліпу при здійсненні операції з платіжною карткою. В імпринтер вставляється кліше, на якому ембосовані ідентифікаційні дані точки прийому. Пластикову картку вставляють в імпринтер та вкладають сліп. На сліпі залишається відбиток ідентифікаційних даних точки прийому та картки клієнта. 

## Історія
Перші платіжні картки були паперовими, і дані з них переписувалися вручну на квитанцію. Щоб прискорити процес оплати покупки в магазині  й уникнути помилок при заповненні чеків, стали використовувати металеві пластинки з витисненими на них даними клієнта. Для того, щоб спростити цей процес, в 1940-х кількома американськими компаніями розроблені спеціальні пристрої — імпринтери. Вони дозволяли за допомогою копіювального паперу роздрукувати на документ про оплату дані клієнта, витиснені на металевому жетоні. Мінусом цієї технології було те, що виробники імпринтерів використовували різну техніку, квитанції та картки. Згодом були розроблені стандарти, які уніфікували дану технологію. 
Найбільшим виробником імпринтерів стала компанія Addressograph, яка в 1950 виготовила свій перший імпринтер. Також імпринтери виробляли компанії Farrington та Bartizan. З часом імпринтери витримали ряд поліпшень: у 1960-х з'явилися імпринтери, на яких за допомогою механічного або електричного пристроїв можна було встановити ціну товару або дату продажу; деякі моделі імпринтерів забезпечувалися електромотором, який приводив у рух копіювальний вал. Сьогодні імпринтери все частіше використовуються як резервні пристрої на випадок виходу з ладу POS-терміналів або відключення електрики та зв'язку. 